# Geisa Ponte
Geisa Ponte é uma astronôma brasileira que trabalha com astrofísica estelar, especialmente estrelas gêmeas solares. Sua pesquisa científica consiste em análises fotométricas e espectroscópicas dessa sub-classe estelar. Também é conhecida por atuar em diferentes frentes de divulgação científica.